# Alfred Prey
Alfred Prey (* 9. Februar 1954 in Weiden in der Oberpfalz) ist ein deutscher Eishockeyfunktionär.

## Werdegang
Prey, der in der Oberpfalz als Sohn eines Schneiders aufwuchs, kam in seiner Kindheit mit dem Eishockeysport in Berührung und betrieb diesen als Heranwachsender auf einem zugefrorenen Teich.
Er wurde Berufssoldat bei der Marine. 1973 kam er nach Eckernförde und fuhr zur See. Später war er als Luftfahrzeugsortungsoffizier in Nordholz stationiert. Er tat 35 Jahre bei der Marine Dienst.
Ab 1992 arbeitete er beim REV Bremerhaven (später Fischtown Pinguins Bremerhaven) als Pressesprecher mit und übte in den folgenden Jahren unterschiedliche Tätigkeiten bei dem Verein aus. Er wurde Manager der Mannschaft. Im Januar 2016 holte Prey Thomas Popiesch als Trainer nach Bremerhaven und machte mit diesem gemeinsam die Bremerhavener Mannschaft nach dem Erhalt der DEL-Teilnahmeberechtigung 2016 trotz vergleichsweise geringer wirtschaftlicher Mittel zu einem festen Bestandteil der höchsten deutschen Spielklasse. Prey nahm häufig noch wenig namhafte Spieler aus Ländern wie Dänemark, Slowenien, Norwegen und Polen unter Vertrag, von denen sich mehrere in Bremerhaven für höhere Aufgaben bei anderen Vereinen empfahlen. Die Nordwest-Zeitung schrieb Prey im Oktober zu, dieser sei aufgrund seiner Fähigkeiten in der Spielerakquise die „Spürnase des deutschen Eishockeys“. Er sei in Bremerhaven neben Popiesch „der Garant für die sportlichen Erfolge“, äußerte der Norddeutsche Rundfunk im Dezember 2023. Die Zeitung Weser-Kurier bezeichnete Prey als „Mr. Eishockey“ von Bremerhaven. Im November 2023 kündigte Prey an, sein Amt als Manager im April 2024 niederzulegen. Zum Abschluss von Preys Amtszeit wurde Bremerhaven 2024 Zweiter der deutschen Meisterschaft. Nach seinem Rücktritt als Manager blieb er Mitglied des Führungsgremiums der Mannschaft. Im August 2024 wurde er mit der Verdienstmedaille der Stadt Bremerhaven ausgezeichnet.